# George Grenville, 1. markýz z Buckinghamu

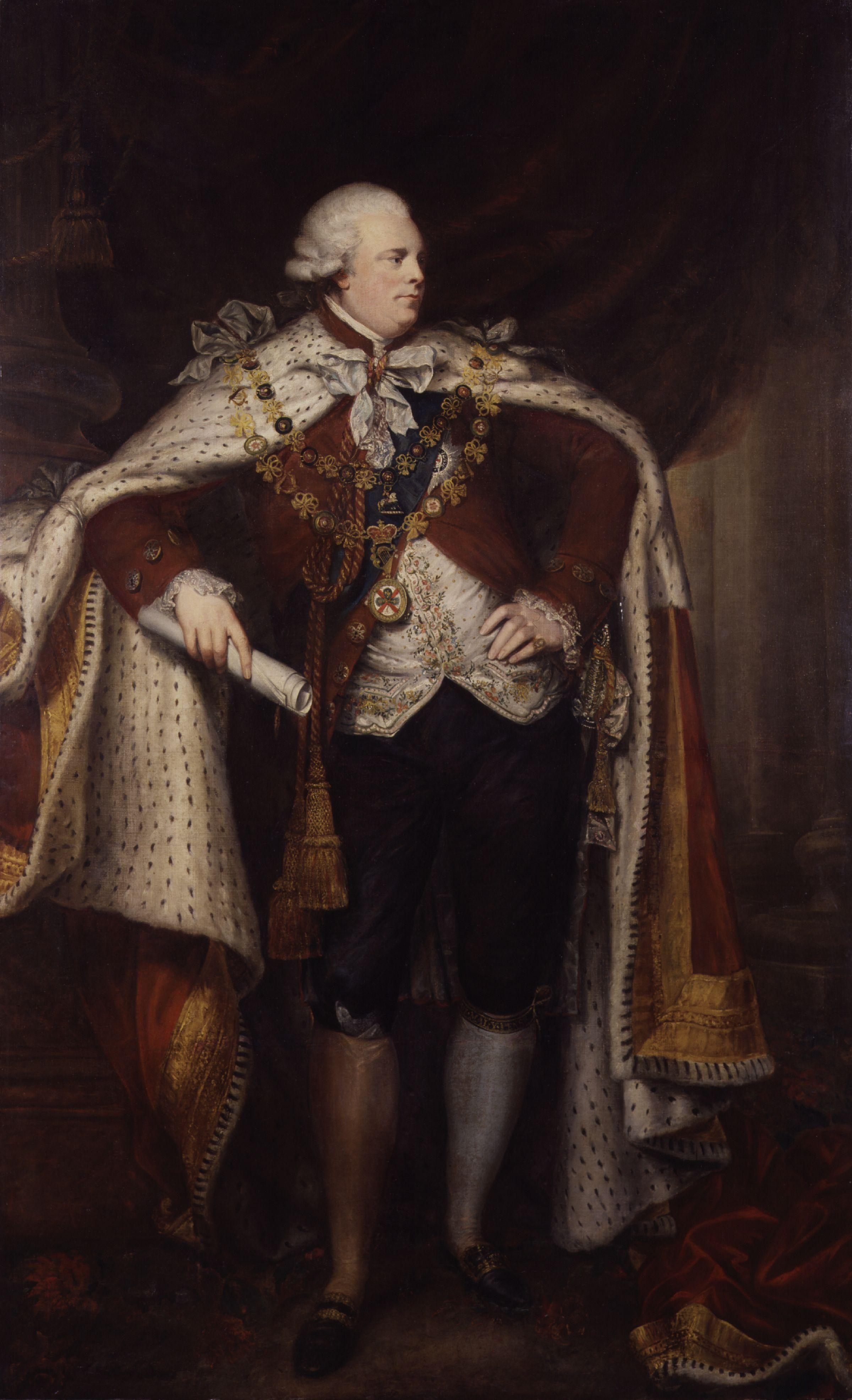
George Grenville, 1. markýz z Buckinghamu (1753–1813)

George Grenville, 1. markýz z Buckinghamu (respektive George Nugent-Temple-Grenville) (George Grenville, 1st Marquess of Buckingham, 3rd Earl Temple, 4th Viscount Cobham) (17. června 1753 – 11. února 1813) byl britský státník z rodu Grenvillů, dvakrát byl místokrálem v Irsku. Jeho mladším bratrem byl premiér William Wyndham Grenville.

## Politická kariéra
Narodil se jako nejstarší syn premiéra Georga Grenvilla a jeho manželky Elizabeth Wyndham (1719–1769). Po studiích v Etonu se zapsal na oxfordskou univerzitu, studium ale nedokončil. V roce 1774 podnikl kavalírskou cestu po Itálii a habsburské monarchii, téhož roku byl zvolen do Dolní sněmovny (1774–1779). Po strýci zdědil v roce 1779 peerské tituly a vstoupil do Sněmovny lordů, zároveň přijal jméno Temple-Grenville (od roku 1784 užíval jméno Nugent-Temple-Grenville). V letech 1782-1783 místokrál v Irsku (ve svých 29 letech byl nejmladším místokrálem v novodobé historii). V této funkci dokázal prosadit určitou legislativní nezávislost Irska na londýnské vládě, stal se také prvním velmistrem nově založeného Řádu sv. Patrika.
Po odvolání lorda Northa a Ch. J. Foxe byl jmenován ministrem vnitra a zahraničí, oba úřady ale zastával jen čtyři dny (v prosinci 1783). V roce 1784 povýšen na markýze z Buckinghamu, v roce 1786 obdržel Podvazkový řád a v letech 1787-1789 byl znovu místokrálem v Irsku. Ve věku 36 let ukončil politickou kariéru, částečně ze zdravotních důvodů, roli sehrály ale i osobní vlastnosti. I když byl politikem nepochybných schopností, jeho kariéře škodilo povýšené chování se sklony urážet okolí, k jeho osobě měl výhrady i král Jiří III. Až do smrti zastával již jen méně významný post lorda-místodržitele v hrabství Buckingham, v roce 1810 získal čestný doktorát v Oxfordu.

## Rodina
Jeho manželkou byla Mary Elizabeth Nugent (1756–1812), pro niž byl v roce 1800 obnoven titul baronky z Nugentu, zaniklý úmrtím jejího otce (1788). Dědicem titulu barona Nugenta byl mladší syn George Grenville (1789–1850), starší syn Richard (1776–1839) byl pokračovatelem linie markýzů a následně vévodů z Buckinghamu.